# Baños (Bande)
Baños (llamada oficialmente San Xoán dos Baños) es una parroquia y un lugar español del municipio de Bande, en la provincia de Orense, Galicia.

## Toponimia
La parroquia también es conocida por el nombre de San Juan de Baños.

## Organización territorial
La parroquia está formada por cuatro entidades de población:
- As Maus
- Lobosandaus (Lebosandaus)
- Os Baños
- Vilela

## Demografía

### Parroquia
| Gráfica de evolución demográfica de Baños (parroquia) entre 2000 y 2021 |
|                                                                         |
| Datos según el nomenclátor publicado por el INE.                        |

### Lugar
| Gráfica de evolución demográfica de Os Baños (lugar) entre 2000 y 2021 |
|                                                                        |
| Datos según el nomenclátor publicado por el INE.                       |